# Manfredo (Lord Byron)

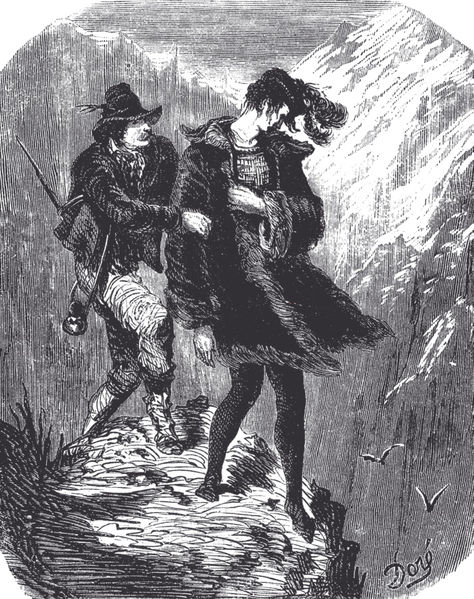
Gustave Doré: Manfredo e o Caçador de Camurça, 1853.

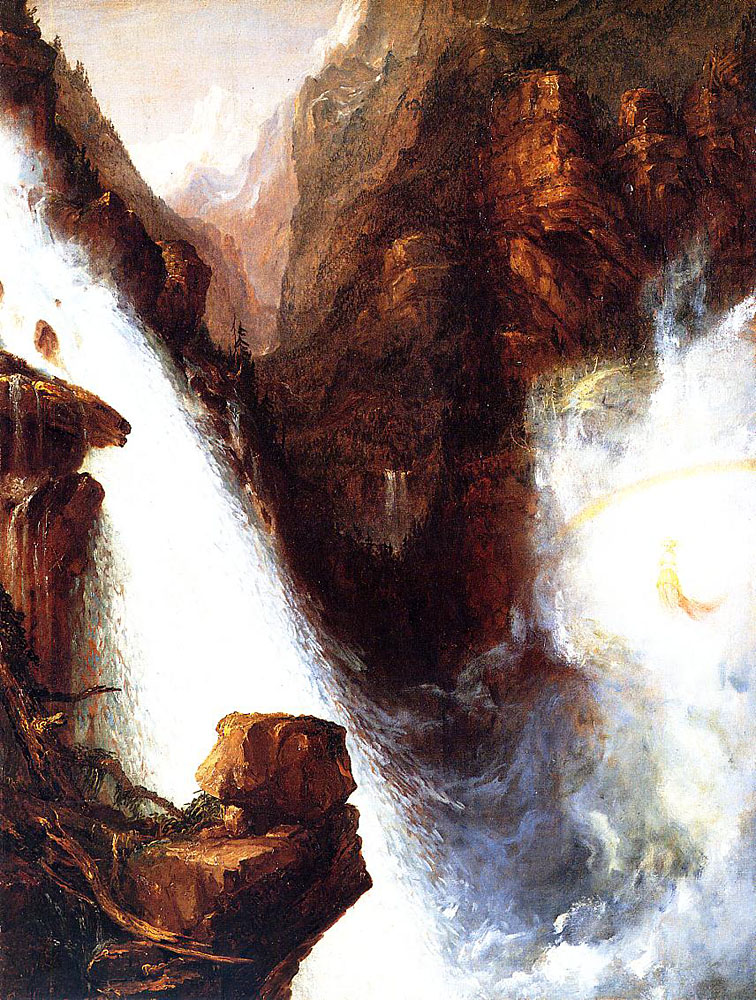
Cena de Manfredo de Thomas Cole, 1833.

Manfredo: Um poema dramático (em inglês: Manfred: A dramatic poem) é um poema escrito entre 1816 e 1817 por Lord Byron. Contêm elementos sobrenaturais, de acordo com a popularidade das histórias de fantasmas na Inglaterra da época. É um exemplo típico de um drama de armário do Romantismo.
Byron escreveu este "drama metafísico", como ele o chamava, depois de seu casamento fracassado e um escândalo em meio a acusações de impropriedades sexuais e um caso incestuoso entre Byron e sua meia-irmã Augusta Leigh. Atacado pela imprensa e condenado ao ostracismo por parte da sociedade de Londres, Byron fugiu da Inglaterra e foi para a Suíça em 1816 e nunca mais voltou. Por Manfredo ser escrito logo após este acontecimento, se considera o personagem principal torturado por seu próprio sentimento de culpa por um crime inominável, alguns críticos consideram a obra autobiográfica, ou até mesmo confessional. A natureza sem nome, mas proibida do relacionamento de Manfredo com Astarte é acreditado para representar o relacionamento de Byron com sua meia-irmã Augusta.
Byron iniciou esta obra no final de 1816, apenas alguns meses após as famosas sessões de histórias de fantasmas que deram impulso inicial para Frankenstein de Mary Shelley. As referências sobrenaturais são esclarecidas ao longo do poema.  
Manfredo foi adaptado musicalmente por Robert Schumann em 1852, em uma composição chamada de Manfred: Dramatic Poem with music in Three Parts, e mais tarde por Pyotr Ilyich Tchaikovsky em seu Manfred Symphony. Friedrich Nietzsche ficou impressionado com a representação do poema de um ser super-humano, e escreveu uma música para Manfredo.

## Enredo
Manfredo é um nobre faustiano vivendo nos Alpes berneses. Internamente torturado por alguma culpa misteriosa, que tem a ver com a morte de seu mais querido, Astarte, utiliza o seu domínio da linguagem e de feitiços para convocar sete espíritos, de quem procura o esquecimento. Os espíritos, que governam os vários componentes do mundo corpóreo, são incapazes de controlar os acontecimentos passados e, portanto, não podem atender o apelo de Manfredo. Por algum tempo, o destino o impede de escapar de sua culpa pelo suícidio.
No final, Manfredo morre, desafiando as tentações religiosas de redenção do pecado. Ao longo do poema ele consegue desafiar todos os poderes de autoridade que enfrenta, e escolhe a morte ao invés de submeter-se aos poderosos espíritos. Manfredo dirige suas palavras finais ao Abade, comentando, "Velho! Não é tão difícil de morrer".

## Relevância biográfica
Manfredo foi escrito logo após o fracasso do casamento de Byron com Annabella Millbanke, que muito provavelmente o acusou de uma relação incestuosa com sua meia-irmã Augusta Leigh. Na época, Byron tinha se exilado permanentemente da Inglaterra e estava vivendo em Villa Diodati na Suíça. A maioria de Manfredo foi escrita em um passeio através dos Alpes berneses em setembro de 1816. O terceiro ato foi reescrito em fevereiro de 1817, desde que Byron não estava contente com sua primeira versão.
Manfredo tem como epígrafe a famosa frase de Hamlet de Shakespeare: "Existem mais coisas entre o céu e a terra, Horácio, do que sonha nossa vã filosofia".
Manfredo mostra a forte influência de Fausto de Goethe, que Byron provavelmente leu em uma tradução (embora ele nunca tenha alegado ter lê-lo); ainda assim, é de nenhuma maneira uma cópia simples. 

## Encenação
Manfredo não foi originalmente planejado para o palco; foi escrito para ser um poema dramático ou, como Byron chamou, um drama "metafísico".
Manfredo recebeu muito mais atenção no palco por seus tratamentos musicais de Tchaikovsky e Schumann do que tem em seus próprios termos dramáticos. Mais tarde, foi famosamente interpretado por Samuel Phelps. Não há encenações completas registradas na Grã-Bretanha no século XX, mas as leituras são mais populares, em parte por causa da dificuldade de encenar uma peça de teatro nos Alpes, e devido à natureza da obra como um drama de armário que nunca foi realmente destinado ao palco em primeiro lugar. O tamanho do papel excepcional de Manfredo também torna a peça difícil de encenar. Houve uma produção na BBC Radio 3 em 1988, no entanto, a qual estreou Ronald Pickup como Manfredo.

## Personagens
- Manfredo
- Astarte
- Caçador de Camurça
- Abade de São Maurício
- Manuel
- Herman
- Bruxa dos Alpes
- Arimanes
- Nêmeses
- Os Destinos
- Os Sete Espíritos

## Cenas
- ATO I
  - CENA I: MANFREDO sozinho. – Cena, uma Galeria Gótica. – Tempo, Meia-noite.
  - CENA II: A Montanha de Jungfrau. – Tempo, Manhã. — MANFREDO sozinho no penhasco.
- ATO II
  - CENA I: Um Chalé entre os Alpes de Berna. MANFREDO e o CAÇADOR DE CAMURÇA.
  - CENA II: Um pequeno Vale nos Alpes. — Uma queda d'água.
  - CENA III: O Encontro da Montanha Jungfrau.
  - CENA IV: O Salão de Arimanes. — Arimanes em seu Trono, um Globo de Fogo, rodeado pelos ESPÍRITOS.
- ATO III
  - CENA I: Um Salão no Castelo de Manfredo.
  - CENA II: Outra Câmara. MANFREDO e HERMAN.
  - CENA III: As Montanhas. — O Castelo de MANFREDO a alguma distância. — Um Terraço antes de uma Torre. — Tempo, Crepúsculo. HERMAN, MANUEL, e outras pessoas a cargo de MANFREDO.
  - CENA IV: Interior da Torre.

## Manfredo na literatura
É interessante notar que o personagem Manfredo foi mencionado por Alexandre Dumas, em seu romance O Conde de Monte Cristo, onde o conde declara: "Não, não, quero acabar com essa misteriosa reputação que você me deu, meu caro visconde; é cansativo, estar sempre atuando Manfredo. Eu gostaria que minha vida fosse livre e aberta".
Na verdade, o Conde de Monte Cristo é bastante semelhante a Manfredo, pela vontade de manter seu passado em segredo, se sente superior às convenções sociais, e está seguindo um caminho que vai contra os costumes sociais.
Na página 61 de The Crying of Lot 49 de Thomas Pynchon, Di Presso parece referir-se (talvez por acidente) para Metzger como Manfredo.
A fala muito citada de Manfredo do Ato II Cena I começa: "Acredita que por acaso sua existência depende do tempo"? é citada na página 351 de The Masters of Solitude de Marvin Kaye e Parke Godwin.
Fiódor Dostoiévski menciona o poema em Notas do Subterrâneo, quando o narrador consta: "Eu recebi incontáveis milhões e imediatamente os dei para o benefício da humanidade, ao mesmo tempo confessando diante da multidão todas as minhas infâmias, o que, é claro, não eram meras infâmias, mas também continham em seu interior uma riqueza do 'sublime e do belo' de algo como Manfredo". 
Em Memory of My Feelings, o poema de de Frank O'Hara, inclui a linha: "Manfredo sobe para minha nuca / fala, mas eu não o ouço, / eu sou muito azul".
Em Jonathan Strange and Mr Norrell de Susanna Clarke, Byron disse ter escrito Manfredo após um encontro com o mago Jonathan Strange que o achou desagradável. Sugere-se que Byron escreveu Manfredo porque estava tão decepcionado com Strange que ele criou um mago mais do seu agrado.

## Manfredo no balé
"No poema de Byron, o herói, um personagem super-humano, é condenado pelo destino para destruir aqueles que ama. Em vão, ele compromete-se a encontrar Astarte, seu espírito ideal, o único que tem o poder de aliviar o sentimento de culpa com a qual Manfredo está obcecado. 
O argumento para Manfredo, na versão coreográfica, permite que a imaginação corra livre para usar um tema básico para que as referências emprestadas de outros poemas autobiográficos por Byron possam ser associados. A inspiração também foi retirada do livreto que Tchaikovsky produziu a partir da obra original.
Os personagens e eventos que formam o enredo vêm da vida do próprio Byron. Portanto, vamos reunir os amores e ódios de sua juventude, sua busca incansável pela sabedoria e paz, na amizade, no amor, e no fervor patriótico". Programa para Manfredo, Palais des Sports, 1979.

## Outras referências à Manfredo
Na ópera cômica de Gilbert e Sullivan, Patience, Manfredo é referenciado na canção Colonel Calverley: "Se você quer um recibo para esse mistério popular" (Um Dragão Pesado) "listando um ingrediente como "um pouco de Manfredo, mas não muito dele".